# Kurt Tiedke

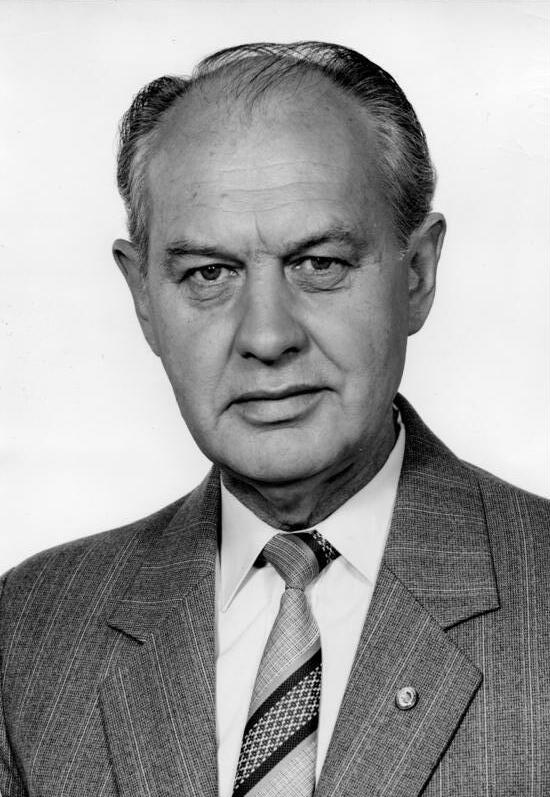
Kurt Tiedke (1982)

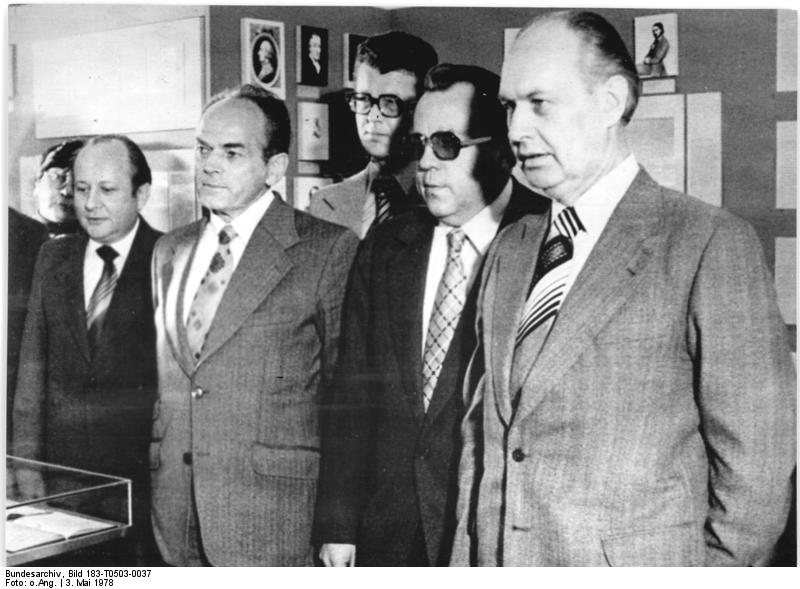
Eine Delegation der SED unter Leitung von Kurt Tiedke besucht das Karl-Marx-Haus in Trier.

Kurt Tiedke (* 30. Mai 1924 in Krebsfelde, Freie Stadt Danzig; † 15. April 2015) war ein deutscher Politiker der DDR (SED).

## Leben
Kurt Tiedke wurde als Sohn eines Zimmerers geboren und gehörte in seiner Jugend, wie die Mehrzahl der Jungen, der Hitler-Jugend an. Mit 18 Jahren wurde er zum Reichsarbeitsdienst und später zur Wehrmacht eingezogen.
In der sowjetischen Kriegsgefangenschaft absolvierte er eine Antifa-Schule und trat nach seiner Rückkehr nach Deutschland 1948 der SED bei. Im Land Brandenburg begann er eine Parteikarriere. Ab 1950 war er Student, dann bis 1960 mit Unterbrechung durch ein Studium an der Parteihochschule der KPdSU in Moskau Lehrer der Parteihochschule „Karl Marx“ der SED (Lehrstuhl: Geschichte der KPdSU). Danach übte er verschiedene gehobene Funktionen im Apparat des ZK der SED aus. Von 1961 bis 1979 war Tiedke Leiter der Abteilung Propaganda des ZK der SED. Ab 1963 war er Kandidat und von 1967 bis 1989 Mitglied des ZK der SED.
1979 löste Tiedke den in Honeckers Ungnade gefallenen langjährigen 1. Sekretär der SED-Bezirksleitung Magdeburg, Alois Pisnik, ab. Von 1979 bis 1983 war er Mitglied des Nationalen Verteidigungsrates der DDR und von 1981 bis März 1990 Abgeordneter der Volkskammer. 1983 bis 1989 folgte er als Rektor der Parteihochschule „Karl Marx“ der Hardlinerin Hanna Wolf. Ihm folgte Götz Dieckmann. Nach seinem Ausschluss 1990 aus der SED-PDS agierte der ehemalige Parteiprofessor im Umfeld der DKP und ihrer Presse. Seine beiden Söhne bekleideten Funktionen im DDR- und Nachwende-Journalismus.

## Auszeichnungen
- 1964 Vaterländischer Verdienstorden in Silber
- 1974 Vaterländischer Verdienstorden in Gold
- 1984 Karl-Marx-Orden